# St. Marien (Zwätzen)

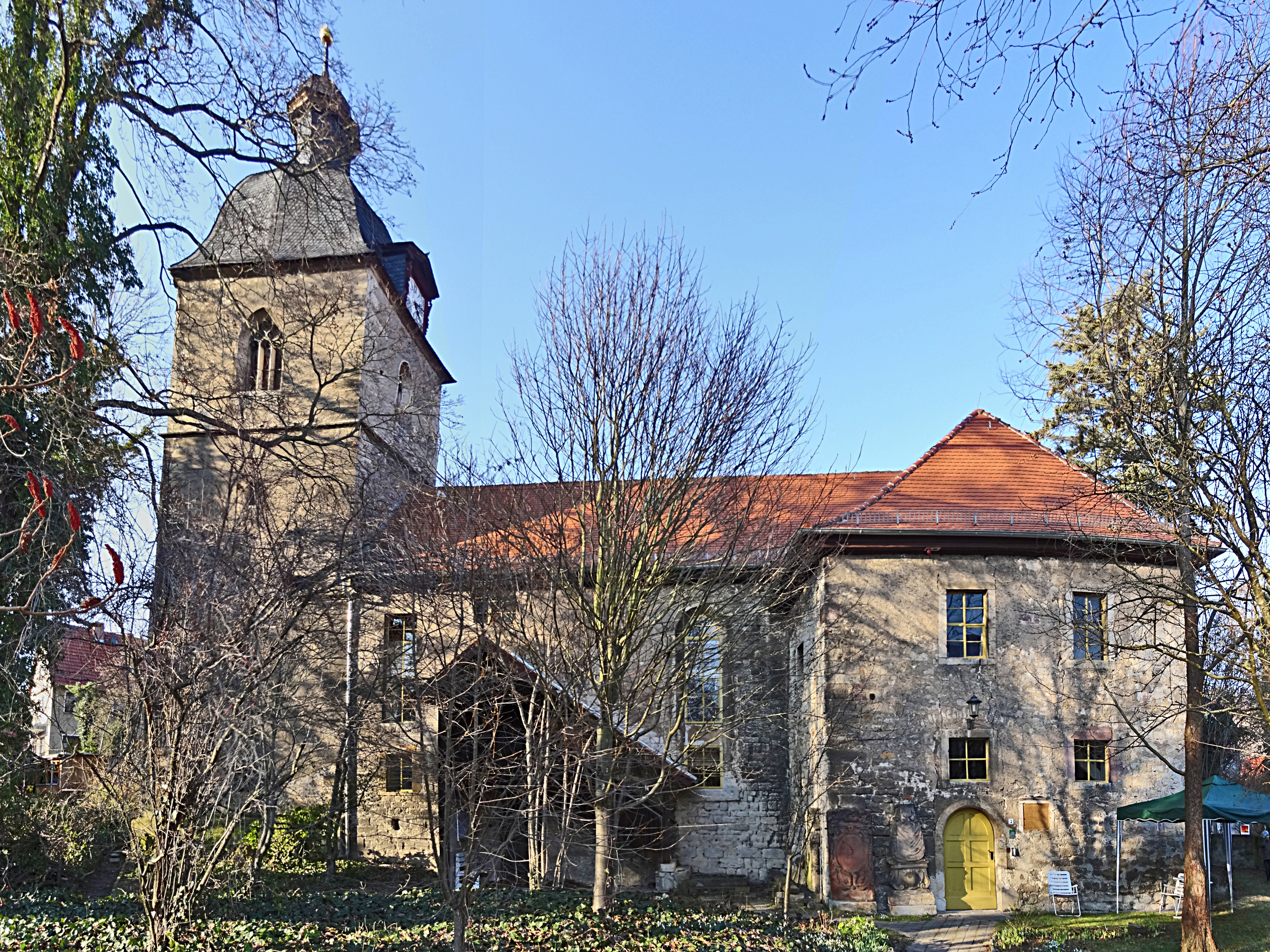
St. Marien

Die Kirche St. Marien ist das evangelische Gotteshaus im Ortsteil Zwätzen der Stadt Jena in Thüringen.

## Lage
Die Kirche liegt im nördlichsten Stadtteil der Stadt Jena auf einer Anhöhe nördlich gegenüber dem Heiligenberg am Westrand der Saaleaue.

## Geschichte
Die ältesten Bestandteile der Kirche stammen aus der Zeit um 1100. Der Bau eines ersten Gotteshauses wird auf das Wirken der Missionsorden unter den Wein- und Ackerbauern sowie Handwerkern zurückgeführt. Nachdem der wirtschaftliche und politische Einfluss des Deutschritterordens auf das kirchliche Leben zurückging, wuchs der Einfluss des Gutes.
Die Dorfkirche St. Marien war zunächst eine romanische Saalkirche mit einem querrechteckigen Chor und einer halbrunden Apsis für die Ordensbrüder. Ihre ältesten Bestandteile stammen aus dem 12. Jahrhundert.

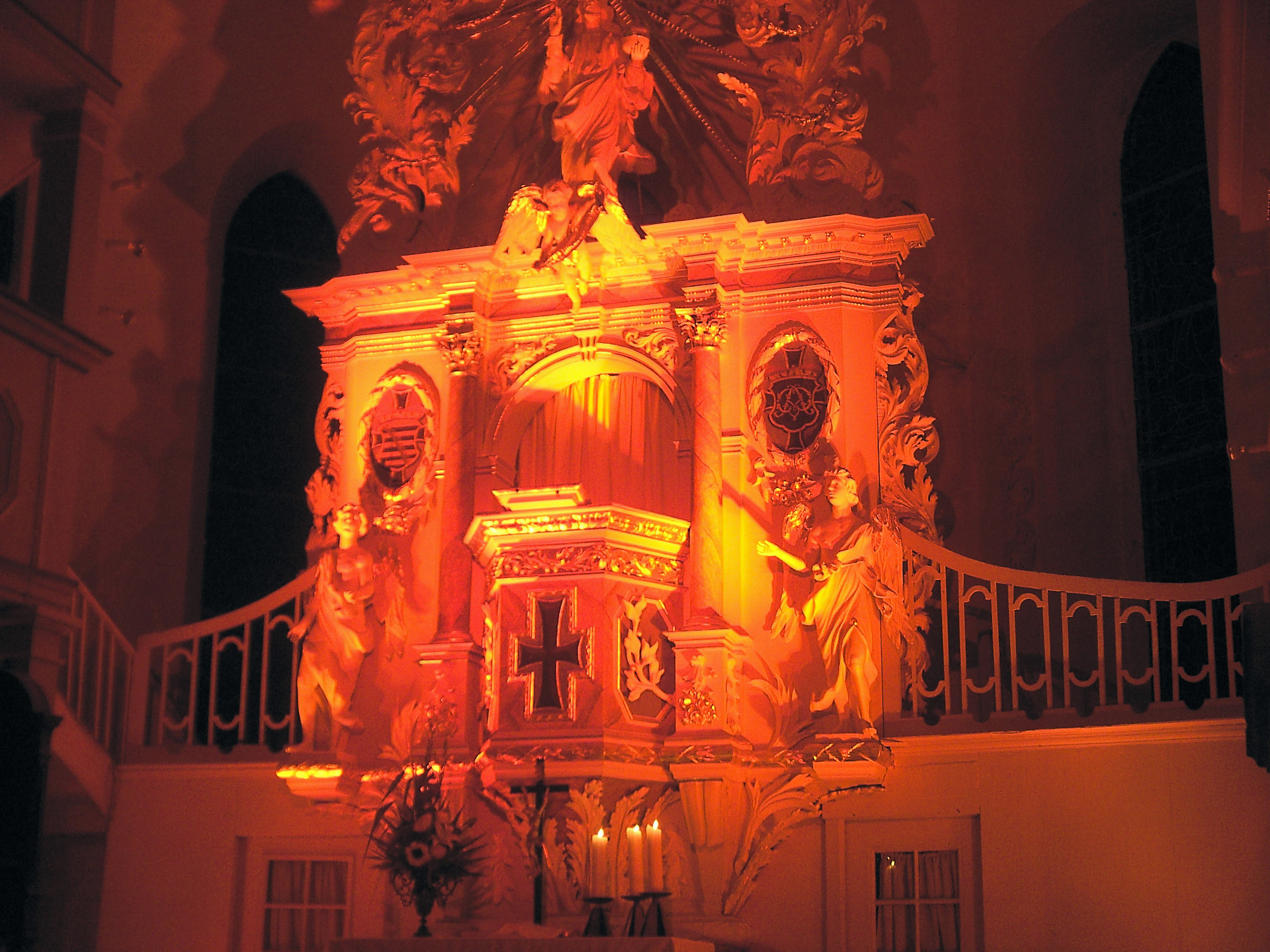
Altar der Kirche

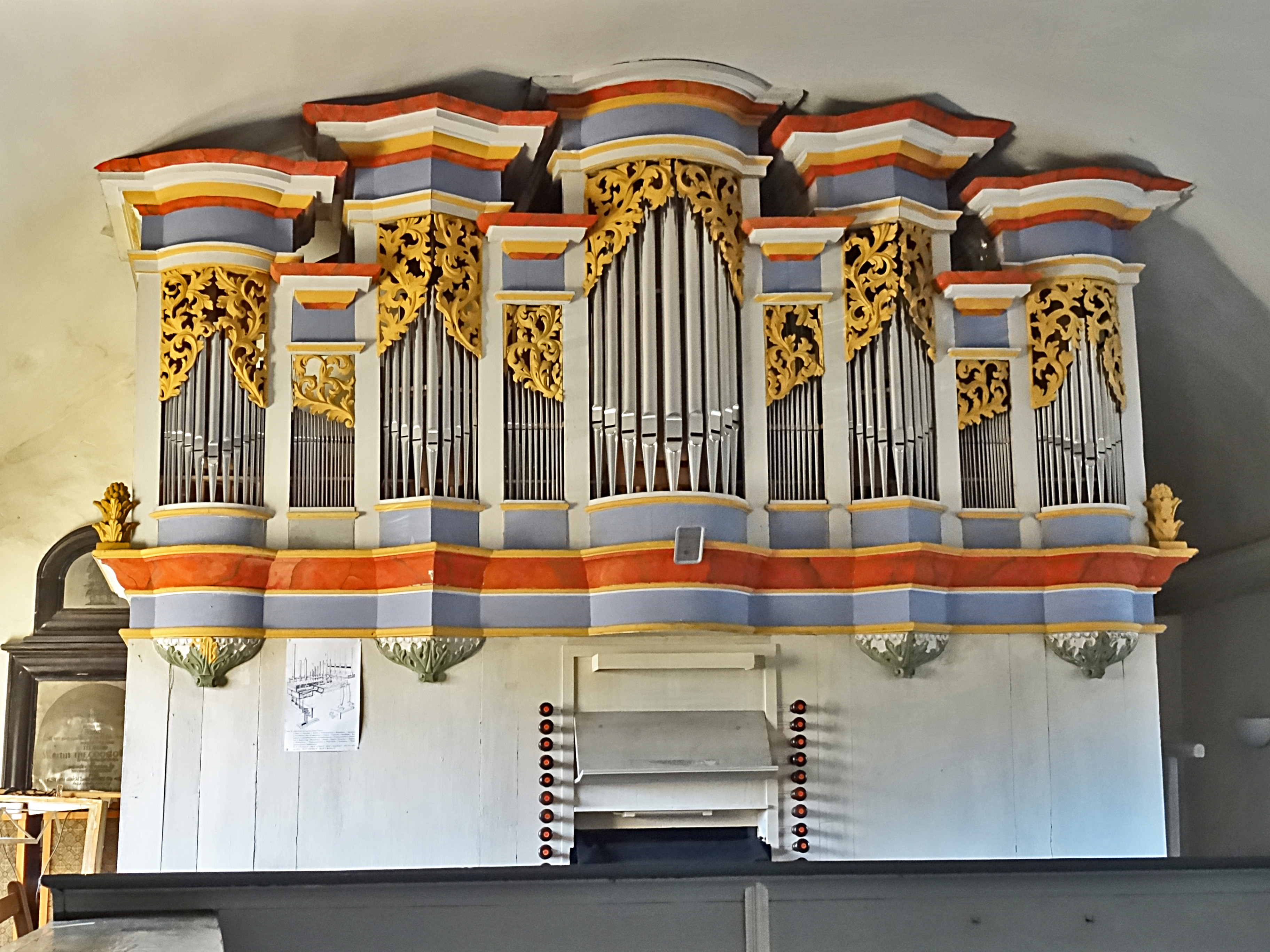
Die Orgel

Im 14. und 15. Jahrhundert wurde sie im gotischen Stil vergrößert und umgebaut. Aus dieser Zeit stammt der 1513 errichtete Kirchturm. Bauarbeiten im 17. Jahrhundert verliehen dem Gotteshaus sein heutiges Aussehen. Restaurierungsarbeiten fanden von 1985 bis 1993 statt. Nachdem im November 2023 Risse im Patronatslogenanbau entdeckt worden waren, wurden im März 2024 Notsicherungen mit Unterstützung der Deutschen Stiftung Denkmalschutz durchgeführt.

## Kirchenschiff
Zur Ausstattung des schlichten Kirchenschiffs zählen:
- Dreiflügelschnitzaltar
- der Kanzelaltar wird zu beiden Seiten von zwei großen Engelsfiguren flankiert
- zwei Logenprospekte an der Südseite des Chores
- die Brüstungsmalerei
- Taufschale
- alte Eingangstür, dendrochronologisch auf 1223 datiert
- alte Einbaumtruhe, auf 1275 datiert
- weitere kirchliche Denkmale[2]

Die Orgel ist ein Werk eines unbekannten Orgelbauers aus der Zeit um 1800 mit heute 14 Registern auf zwei Manualen und Pedal.